# مال‌خلیفه (فلارد)
مال‌خلیفه، شهری در بخش مرکزی شهرستان فلارد در استان چهارمحال و بختیاری است. این شهر، مرکز شهرستان فلارد است.

## پیشینه نام
در گویش لری بختیاری، به تعدادی خانه که در کنار هم بنا شده‌اند، «مال» گفته می‌شود.

## مردم‌شناسی
مردم این منطقه پیرو دین اسلام و مذهب شیعه هستند؛ همچنین از اقوام لر هستند و به گویش لری بختیاری سخن می‌گویند.

## جمعیت
بر پایه سرشماری عمومی نفوس و مسکن در سال ۱۳۹۵، جمعیت شهر مال‌خلیفه برابر با ۴٬۰۲۴ نفر (۱٬۲۲۸ خانوار) بوده‌است.